# Demonax langsonius
Demonax langsonius là một loài bọ cánh cứng trong họ Cerambycidae.